# Bandwebereimuseum Elfringhausen

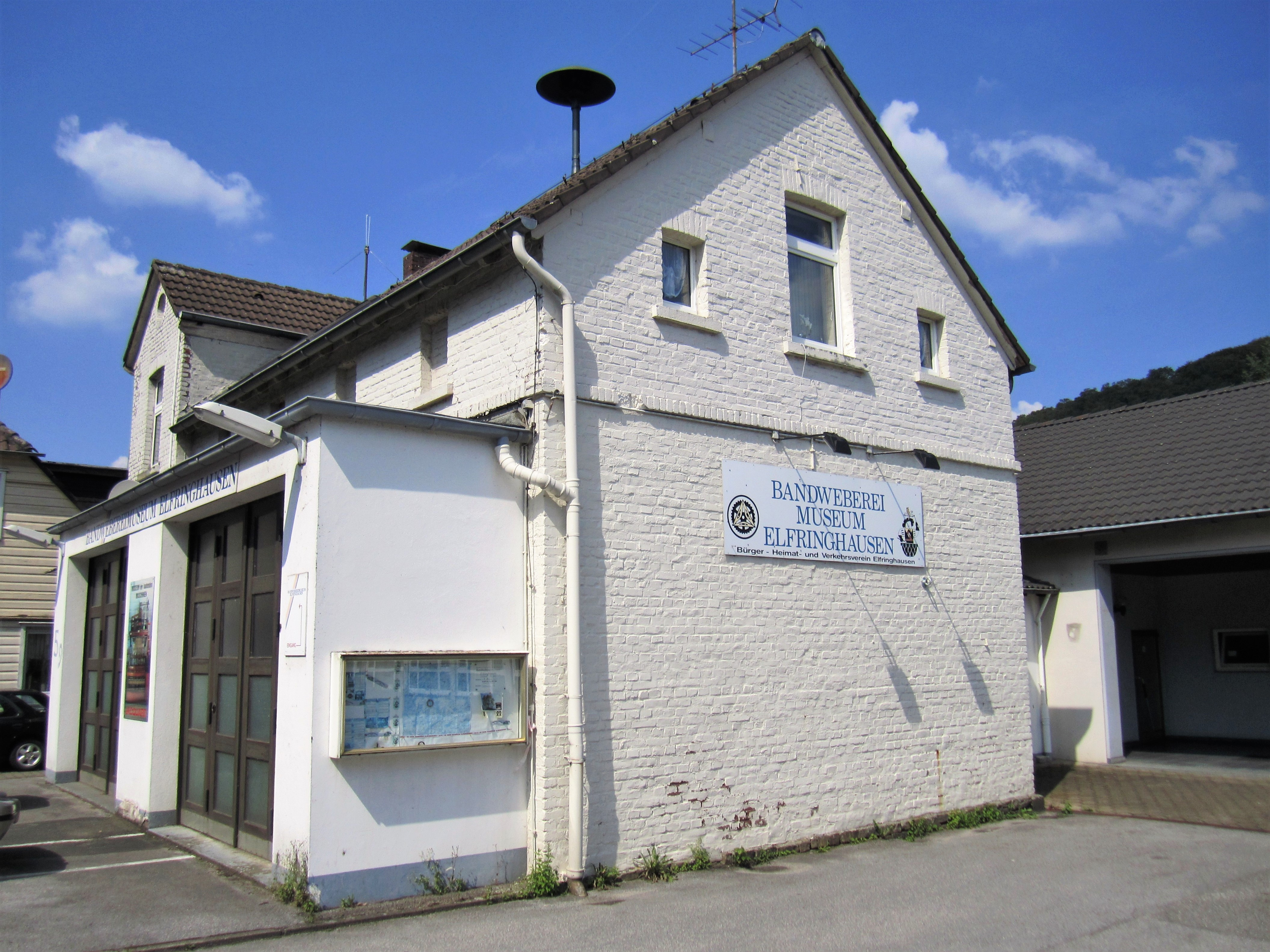
Bandwebereimuseum Elfringhausen

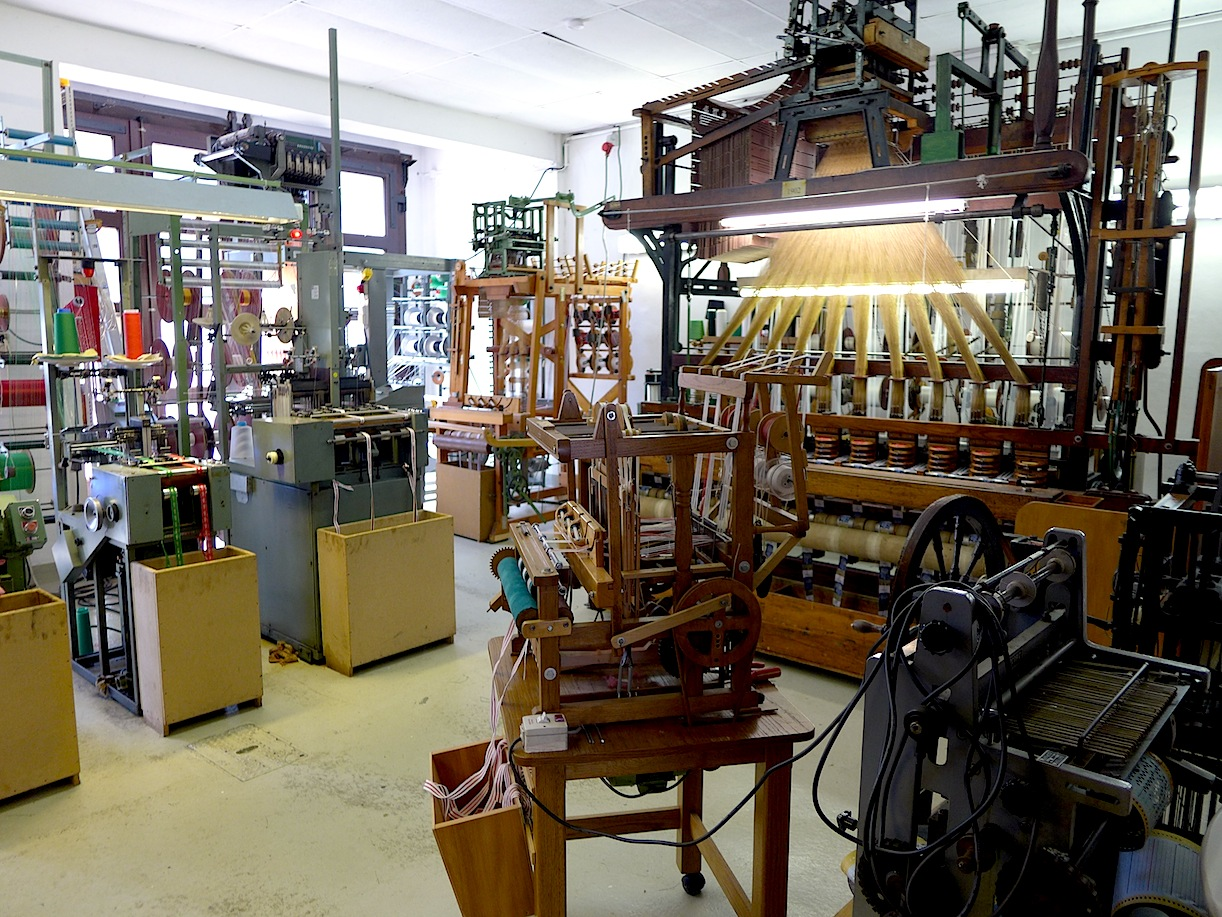
Ausstellungsstücke im Bandwebereimuseum Elfringhausen, Jacquard-Bandwebstuhl hinten rechts

Das Bandwebereimuseum Elfringhausen ist ein 1996 eröffnetes heimatkundliches Museum in Elfringhausen, Hattingen, das der örtlichen Geschichte der Bandweberei gewidmet ist. Es befindet sich in der Trägerschaft des Bürger-, Heimat- und Verkehrsvereins Elfringhausen und Umgebung. 

## Bandweberei in Elfringhausen
Bevor die Kohle- und Stahlindustrie das Ruhrgebiet prägten, war die Textilindustrie dort und im benachbarten Bergischen Land weit verbreitet. 1822 wurden Weber erstmals in und um Hattingen urkundlich erwähnt. Sie verarbeiteten oft im Verlagssystem in Heimarbeit Leinen, Baumwolle und Seide, die Webstühle wurden zunächst von Hand, dann mit Dampf- und Wasserkraft, ab 1911 mit Elektromotoren angetrieben. Bis 1970 war rund die Hälfte der Elfringhauser Haushalte in der Bandweberei tätig: 1961 gab es in Elfringhausen 29 Weber und 63 Bandstühle. Sie produzierten Gardinen-, Strumpf- und Seidenbänder für die Textilindustrie. Mit der Automatisierung mussten die Hausbandweber ihre Produktion einstellen.

## Museum
1996 gründeten sechs ehemalige Bandweber, deren Beruf heute Textilmaschinenführer heißt, ehrenamtlich das Museum. Das Museum zeigt und betreibt verschiedene historische Maschinen und Webstühle, darunter ein Schaftbandstuhl, eine Kartenschlagmaschine und ein Jacquardbandstuhl nach dem System von Joseph-Marie Jacquard.

## Weitere Textilmuseen
siehe Liste von Textilmuseen